# Úszás a 2015. évi nyári európai ifjúsági olimpiai fesztiválon
A 2015. évi nyári európai ifjúsági olimpiai fesztiválon az úszásban 32 versenyszámot rendeztek. Az úszás versenyszámait július 27. és július 31. között rendezték.

## Összesített éremtáblázat
| A 2015. évi nyári európai ifjúsági olimpiai fesztivál összesített éremtáblázata úszásban | A 2015. évi nyári európai ifjúsági olimpiai fesztivál összesített éremtáblázata úszásban | A 2015. évi nyári európai ifjúsági olimpiai fesztivál összesített éremtáblázata úszásban | A 2015. évi nyári európai ifjúsági olimpiai fesztivál összesített éremtáblázata úszásban | A 2015. évi nyári európai ifjúsági olimpiai fesztivál összesített éremtáblázata úszásban | Olimpia  |
| ---------------------------------------------------------------------------------------- | ---------------------------------------------------------------------------------------- | ---------------------------------------------------------------------------------------- | ---------------------------------------------------------------------------------------- | ---------------------------------------------------------------------------------------- | -------- |
|                                                                                          | Ország                                                                                   | Arany                                                                                    | Ezüst                                                                                    | Bronz                                                                                    | Összesen |
| 1.                                                                                       | Magyarország                                                                             | 8                                                                                        | 3                                                                                        | 5                                                                                        | 16       |
| 2.                                                                                       | Oroszország                                                                              | 6                                                                                        | 2                                                                                        | 3                                                                                        | 11       |
| 3.                                                                                       | Spanyolország                                                                            | 3                                                                                        | 4                                                                                        | 4                                                                                        | 11       |
| 4.                                                                                       | Szlovénia                                                                                | 3                                                                                        | 4                                                                                        | 1                                                                                        | 8        |
| 5.                                                                                       | Moldova                                                                                  | 3                                                                                        | 2                                                                                        | 0                                                                                        | 5        |
| 6.                                                                                       | Olaszország                                                                              | 3                                                                                        | 0                                                                                        | 1                                                                                        | 4        |
| 7.                                                                                       | Németország                                                                              | 2                                                                                        | 6                                                                                        | 1                                                                                        | 9        |
| 8.                                                                                       | Hollandia                                                                                | 1                                                                                        | 1                                                                                        | 1                                                                                        | 3        |
| 9.                                                                                       | Svédország                                                                               | 1                                                                                        | 1                                                                                        | 0                                                                                        | 2        |
| 10.                                                                                      | Románia                                                                                  | 1                                                                                        | 0                                                                                        | 1                                                                                        | 2        |
| 11.                                                                                      | Észtország                                                                               | 1                                                                                        | 0                                                                                        | 0                                                                                        | 1        |
| 12.                                                                                      | Írország                                                                                 | 0                                                                                        | 4                                                                                        | 1                                                                                        | 5        |
| 13.                                                                                      | Egyesült Királyság                                                                       | 0                                                                                        | 3                                                                                        | 5                                                                                        | 8        |
| 14.                                                                                      | Lengyelország                                                                            | 0                                                                                        | 1                                                                                        | 2                                                                                        | 3        |
| 15.                                                                                      | Izrael                                                                                   | 0                                                                                        | 1                                                                                        | 0                                                                                        | 1        |
|                                                                                          | Ukrajna                                                                                  | 0                                                                                        | 1                                                                                        | 0                                                                                        | 1        |
| 17.                                                                                      | Franciaország                                                                            | 0                                                                                        | 0                                                                                        | 3                                                                                        | 3        |
| 18.                                                                                      | Belgium                                                                                  | 0                                                                                        | 0                                                                                        | 1                                                                                        | 1        |
|                                                                                          | Szerbia                                                                                  | 0                                                                                        | 0                                                                                        | 1                                                                                        | 1        |
|                                                                                          | Törökország                                                                              | 0                                                                                        | 0                                                                                        | 1                                                                                        | 1        |
|                                                                                          |                                                                                          |                                                                                          |                                                                                          |                                                                                          |          |
| Összesen                                                                                 | Összesen                                                                                 | 32                                                                                       | 33                                                                                       | 31                                                                                       | 96       |

## Férfi
| A 2015. évi nyári európai ifjúsági olimpiai fesztivál férfi érmesei úszásban |                                                                                      |             | |          |                                                                                                 |          |
| Versenyszám                                                                  | Arany                                                                                | Arany       | Ezüst | Ezüst    | Bronz                                                                                           | Bronz    |
| 50 m gyors                                                                   | Nyls Korstanje · Hollandia                                                           | 23,26       | Oleksandr Moroz · Ukrajna                                                                                      | 23,65    | Végh István · Magyarország                                                                      | 23,68    |
| 100 m gyors                                                                  | Alexei Sancov · Moldova                                                              | 50,90       | Nyls Korstanje · Hollandia                                                                                     | 50,97    | Aleksa Bobar · Szerbia                                                                          | 51,60    |
| 200 m gyors                                                                  | Alexei Sancov · Moldova                                                              | 1:49,20     | Johannes Hintze · Németország                                                                                  | 1:50,18  | Márton Richárd · Magyarország                                                                   | 1:50,42  |
| 400 m gyors                                                                  | Alexei Sancov · Moldova                                                              | 3:53,42     | César Castro Valle · Spanyolország                                                                             | 3:54,17  | Márton Richárd · Magyarország                                                                   | 3:54,36  |
| 1500 m gyors                                                                 | César Castro Valle · Spanyolország                                                   | 15:24,02 MR | Alexei Sancov · Moldova                                                                                        | 15:29,73 | Huszti Dávid · Magyarország                                                                     | 15:32,00 |
| 100 m hát                                                                    | Hugo Gonzalez de Oliveira · Spanyolország                                            | 55,87       | Conor Ferguson · Írország                                                                                      | 56,44    | Kacper Stokowski · Lengyelország                                                                | 56,97    |
| 200 m hát                                                                    | Pavel Tatarenko · Oroszország                                                        | 2:03,21     | Conor Ferguson · Írország                                                                                      | 2:03,46  | Daniel Cristian Martin · Románia                                                                | 2:04,92  |
| 100 m mell                                                                   | Nicolo Martinenghi · Olaszország                                                     | 1:01,75     | Daniil Kitov · Oroszország                                                                                     | 1:02,45  | Tanguy Lesparre · Franciaország                                                                 | 1:03,25  |
| 200 m mell                                                                   | Nicolo Martinenghi · Olaszország                                                     | 2:15,14     | Rafal Krzysztof Kusto · Lengyelország                                                                          | 2:17,45  | Tanguy Lesparre · Franciaország                                                                 | 2:17,61  |
| 100 m pillangó                                                               | Kregor Zirk · Észtország                                                             | 54,07       | Tomer Frankel · Izrael · Egor Kuimov · Oroszország                                                             | 54,57    |                                                                                                 |          |
| 200 m pillangó                                                               | Dmitry Popov · Oroszország                                                           | 2:00,86     | Márton Richárd · Magyarország                                                                                  | 2:01,39  | Arnau Honrubia Cerda · Spanyolország                                                            | 2:04,00  |
| 200 m vegyes                                                                 | Johannes Hintze · Németország                                                        | 2:02,52     | Hugo Gonzalez de Oliveira · Spanyolország                                                                      | 2:02,85  | Evgenii Somov · Oroszország                                                                     | 2:03,91  |
| 400 m vegyes                                                                 | Barta Márton · Magyarország                                                          | 4:24,73     | Hugo Gonzalez de Oliveira · Spanyolország                                                                      | 4:28,68  | Tanguy Lesparre · Franciaország                                                                 | 4:29,15  |
| 4 x 100 m gyors                                                              | Oroszország · Evgenii Somov · Kliment Kolesznyikov · Pavel Tatarenko · Ivan Girev    | 3:26,16     | Németország · Tom Reuther · Daniel Pinneker · Josha Salchow · Johannes Hintze                                  | 3:26,20  | Magyarország · Végh István · Barta Márton · Holló Balázs · Márton Richárd                       | 3:26,40  |
| 4 x 100 m vegyes                                                             | Olaszország · Emanuel Fava · Nicolo Martinenghi · Andrea Facciola · Alberto Razzetti | 3:46,15     | Spanyolország · Hugo Gonzalez de Oliveira · Alejandro Raez Munoz · Arnau Honrubia Cerda · Alex Ramos Fernandez | 3:48,46  | Lengyelország · Kacper Stokowski · Rafal Krzysztof Kusto · Marcel Wagrowski · Antoni Kaluzynski | 3:48,83  |

## Női
| A 2015. évi nyári európai ifjúsági olimpiai fesztivál női érmesei úszásban |                                                                                                |         | |         | |         |
| Versenyszám                                                                | Arany                                                                                          | Arany   | Ezüst | Ezüst   | Bronz                                                                                                | Bronz   |
| 50 m gyors                                                                 | Gyurinovics Fanni · Magyarország                                                               | 25,95   | Janja Šegel · Szlovénia                                                                                            | 26,29   | Loulou Janssen · Hollandia                                                                           | 26,40   |
| 100 m gyors                                                                | Janja Šegel · Szlovénia                                                                        | 56,62   | Késely Ajna · Magyarország                                                                                         | 57,18   | Nadia Oliveria Gonzalez · Spanyolország                                                              | 57,42   |
| 200 m gyors                                                                | Késely Ajna · Magyarország                                                                     | 2:01,84 | Janja Šegel · Szlovénia                                                                                            | 2:02,93 | Nadia Oliveria Gonzalez · Spanyolország                                                              | 2:04,60 |
| 400 m gyors                                                                | Késely Ajna · Magyarország                                                                     | 4:15,65 | Antoinette Neamt · Írország                                                                                        | 4:16,61 | Annalea Claire Davison · Egyesült Királyság                                                          | 4:19,33 |
| 800 m gyors                                                                | Késely Ajna · Magyarország                                                                     | 8:44,72 | Barócsai Petra · Magyarország                                                                                      | 8:44,99 | Antoinette Neamt · Írország                                                                          | 8:47,12 |
| 100 m hát                                                                  | Valeriya Egorova · Oroszország                                                                 | 1:03,93 | Janja Jamšek · Szlovénia                                                                                           | 1:04,07 | Ellinor Rose Southward · Egyesült Királyság                                                          | 1:04,41 |
| 200 m hát                                                                  | Janja Jamšek · Szlovénia                                                                       | 2:16,75 | Tatiana Salcuțan · Moldova                                                                                         | 2:16,84 | Sophie Leigh Hobbah · Egyesült Királyság                                                             | 2:17,38 |
| 100 m mell                                                                 | Hannah Brunzell · Svédország                                                                   | 1:10,66 | Tina Celik · Szlovénia                                                                                             | 1:11,26 | Katie Ann Robertson · Egyesült Királyság                                                             | 1:11,45 |
| 200 m mell                                                                 | Anna Fehlinger · Németország                                                                   | 2:33,48 | Hannah Brunzell · Svédország                                                                                       | 2:34,47 | Vanessa Cavagnoli · Olaszország                                                                      | 2:36,34 |
| 100 m pillangó                                                             | Barócsai Petra · Magyarország                                                                  | 1:01,46 | Ellen Walshe · Írország                                                                                            | 1:02,17 | Charissa Jochems · Belgium                                                                           | 1:02,44 |
| 200 m pillangó                                                             | Késely Ajna · Magyarország                                                                     | 2:15,04 | Emily Louise Large · Egyesült Királyság                                                                            | 2:16,20 | Ariadna Escribano Trivino · Spanyolország                                                            | 2:17,24 |
| 200 m vegyes                                                               | Gyurinovics Fanni · Magyarország                                                               | 2:18,93 | Yara Sophie Hierath · Németország                                                                                  | 2:19,56 | Sophie Leigh Hobbah · Egyesült Királyság                                                             | 2:20,50 |
| 400 m vegyes                                                               | Maria Claudia Gadea · Románia                                                                  | 4:53,87 | Rebacca Mia Sutton · Egyesült Királyság                                                                            | 4:55,65 | Celine Rieder · Németország                                                                          | 4:56,85 |
| 4 x 100 m gyors                                                            | Oroszország · Valeriia Sukhanova · Katarina Milutinovich · Marianna Bobrova · Iuliia Filippova | 3:50,33 | Németország · Emily Charlotte Feldvoss · Yara Sophie Hierath · Sarah Wendt · Maialen Lydia Laura Rohrbach          | 3:53,84 | Törökország · Gizem Guvenc · Selen Ozbilen · Zehra-Duru Bilgin · Defne Kurt                          | 3:53,90 |
| 4 x 100 m vegyes                                                           | Szlovénia · Janja Jamšek · Tina Celik · Pika Perenic · Janja Šegel                             | 4:15,53 | Egyesült Királyság · Ellinor Rose Southward · Katie Ann Robertson · Caitlin Elizabeth Hubbard · Rebecca Mia Sutton | 4:16,14 | Oroszország · Valeriya Egorova · Ekaterina Mikhaylova · Aleksandra Denisenko · Katarina Milutinovich | 4:16,66 |

## Vegyes
| A 2015. évi nyári európai ifjúsági olimpiai fesztivál vegyes váltó érmesei úszásban | |         | |         |                                                                                          |         |
| Versenyszám                                                                         | Arany | Arany   | Ezüst                                                                                                 | Ezüst   | Bronz                                                                                    | Bronz   |
| 4 × 100 m gyors                                                                     | Spanyolország · Cesar Castro Valle · Alex Ramos Fernandez · Andrea Feng Prades Rodriguez · Nadia Gonzalez Oliveira | 3:38,28 | Németország · Daniel Pinneker · Laura Maialen Lydia Rohrbach · Yara Sophie Hierath · Johannes Hintze  | 3:38,41 | Oroszország · Ivan Girev · Kliment Kolesnikov · Katarina Milutinovich · Iuliia Filippova | 3:39,25 |
| 4 × 100 m vegyes                                                                    | Oroszország · Valeriya Egorova · Daniil Kitov · Egor Kuimov · Valeriia Sukhanova                                   | 3:58,49 | Németország · Yara Sophie Hierath · Philipp Andre Brandt · Johannes Hintze · Emily Charlotte Feldvoss | 4:02,43 | Szlovénia · Janja Jamšek · Dejan Steharnik · David Mihalic · Janja Šegel                 | 4:03,03 |